# 如果還有明天 (歌曲)
《如果還有明天》（英語：If There's Still A Tomorrow）是一首由已故臺灣歌手薛岳於1990年推出的歌曲，作詞者與作曲者皆為劉偉仁，收錄於薛岳的第五張專輯《生老病死》中，為該張專輯的主打歌曲之一。

## 介紹
《如果還有明天》一曲原唱為薛岳，由其好友劉偉仁作曲與作詞，並由鮑比達負責樂曲編制。由於薛岳在歌曲製作前的1990年3月已被診斷罹患肝癌，且被醫師判斷其生命僅剩半年，在新笛唱片人員的支持下，薛岳便與唱片企劃討論並製作《生老病死》專輯，其中劉偉仁則在專輯中分配到「死」的部分，經過頻繁到醫院探視薛岳以後，劉偉仁花費六天完成創作該首歌曲。《如果還有明天》為薛岳生命最後寫照的歌曲，薛岳也在歌曲推出當年9月17日的《灼熱的生命演唱會》上以該首歌曲向歌迷告別。

## 翻唱
- 蘇見信
- 賴銘偉
- 五月天
- 幻眼合唱團于冠華[3]

此外，香港歌手張學友曾在2003年的第14屆金曲獎上演唱該首歌曲，表達對薛岳的懷念。